# Königsmühle (Solingen)
Die Königsmühle ist eine historische Wassermühle sowie eine Ortslage in der bergischen Großstadt Solingen. 

## Lage und Beschreibung
Die Königsmühle befindet sich im Weinsbergtal inmitten des Solinger Stadtbezirks Burg/Höhscheid. Sie liegt an der Weinsbergtalstraße zwischen der Wohnsiedlung Weegerhof des Spar- und Bauvereins Solingen im Norden sowie der Platzhofstraße im Süden, die als Kreisstraße 7 klassifiziert ist. Nach Osten erhebt sich der Brühler Berg hinauf zur Brühler Straße, die als Landesstraße 427 klassifiziert ist.
Die heute in der geschlossenen Bebauung aufgegangene Ortslage Königsmühle befindet sich an einer Stichstraße mit dem Namen Königsmühle, die südlich der Mühle vom Königsmühler Weg abzweigt. Das Weinsbergtal, das den Ort teils umgibt, ist heute größtenteils bewaldet.
Benachbarte Orte sind bzw. waren (von Nord nach West): Obenweeg, Erf, Brühl, Unnersberg, Eichholz, Elsterbusch, Vockert, Grünental, Pereskotten, Weinsberg, Platzhof, Schallbruchsmühle und Lindenhof.

## Etymologie
Die Ortsbezeichnung geht auf den Familiennamen König zurück.

## Geschichte
Die Königsmühle wurde erstmals im Zehntverzeichnis der Abtei Altenberg von 1488 als Claissmoillen urkundlich erwähnt.:1 Aus der Mühle ging später eine gleichnamige Hofschaft hervor. In dem Kartenwerk Topographia Ducatus Montani von Erich Philipp Ploennies, Blatt Amt Solingen, aus dem Jahre 1715 ist diese mit einer Hofstelle verzeichnet und als Königsmühl benannt. Der Ort wurde in den Registern der Honschaft Balkhausen geführt. Die Topographische Aufnahme der Rheinlande von 1824 verzeichnet den Ort als Königsmühle. In der Preußischen Uraufnahme von 1844 ist der Ort als KönigsM. benannt. In der Topographischen Karte des Regierungsbezirks Düsseldorf von 1871 ist der Ort nur unbenannt verzeichnet.
Nach Gründung der Mairien und späteren Bürgermeistereien Anfang des 19. Jahrhunderts gehörte der Ort zur Bürgermeisterei Dorp, die 1856 das Stadtrecht erhielt. Die Bürgermeisterei beziehungsweise Stadt Dorp wurde nach Beschluss der Dorper Stadtverordneten zum 1. Januar 1889 mit der Stadt Solingen vereinigt. Damit wurde Königsmühle ein Ortsteil Solingens.
Seit dem Jahre 1996 ist das historische Mühlgebäude Weinsbergtalstraße 96 in die Solinger Denkmalliste eingetragen. Das Gebäude wurde zuletzt bis 2010 als Gaststätte genutzt und ist heute ein Wohnhaus. 